# Angiografia per tomografia computada

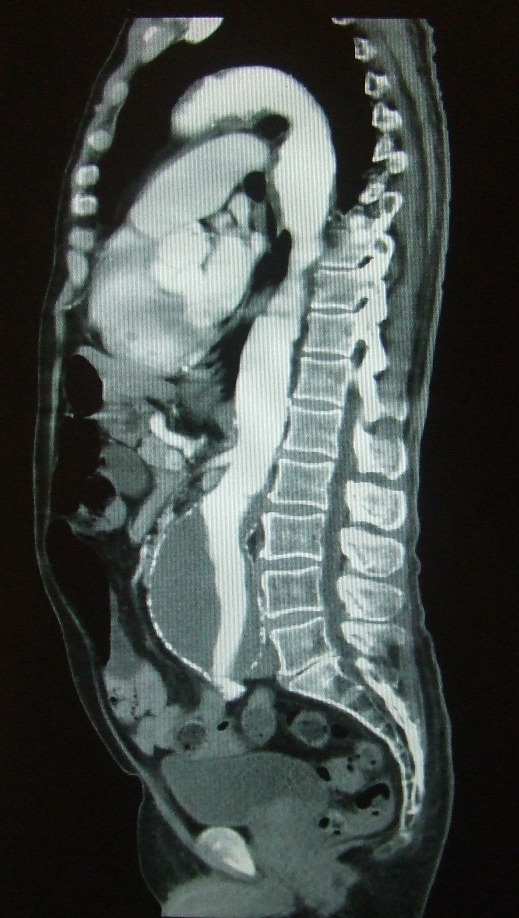
Angiografia per tomografia computada que permet veure molt bé l'aorta, evidenciant-se un aneurisma aòrtic.

L'angiografia per tomografia computada o angiotomografia és una variant de la tomografia computada que utilitza una tècnica d'angiografia per visualitzar el flux dels vasos arterials i venosos en el cos, des dels circuits circulatoris del cervell fins a la irrigació dels pulmons, ronyons i extremitats.
Quan l'avaluació ecocardiogràfica no permet una definició anatòmica de les malalties cardíaques congènites, l'angiotomografia pot oferir detalls que en determinats casos permeten reemplaçar l'angiografia convencional. També ha demostrat un alt valor predictiu per a la detecció de la cardiopatia isquèmica, amb una sensibilitat i una especificitat per detectar estenosi significativa > 95%.

## Tècnica
La tomografia combina l'ús de raigs X amb l'anàlisi computat de les imatges. Els feixos de raigs X es transmeten des d'un dispositiu de rotació fins a l'àrea d'interès en el cos del pacient des de diferents angles de projecció per obtenir les imatges, que després s'acoblen per ordinador creant una imatge tridimensional de la zona en estudi.
En l'angiografia per TAC, l'anàlisi es realitza simultàniament amb una injecció de mitjans de contrast a alta velocitat fins que arribi al llit arterial d'interès, emprant una tècnica que li fa seguiment a la trajectòria del bol injectat.
En comparació amb l'angiografia per catèter (que consisteix a col·locar un catèter de calibre important i injectant a través d'aquest el material de contrast dins d'una gran artèria o vena) l'angiografia per TAC és molt menys invasiva i menys incòmoda per al pacient. El material de contrast s'injecta en una vena perifèrica mitjançant l'ús d'una petita agulla o cànula intravenosa. Aquest tipus d'examen s'ha utilitzat per examinar a un gran nombre de persones a la recerca de malalties arterials.